# N-метилпсевдоэфедрин
N-метилпсевдоэфедрин — органическое соединение, относящееся к классу фенилэтиламинов и производных эфедрина. Представляет собой вторичный амин, полученный путём N-метилирования псевдоэфедрина. Является структурным изомером N-метилэфедрина, но отличается пространственным расположением заместителей, что отражается на его фармакологических свойствах.

## Химическая структура и свойства
- Химическая формула: C11H17NO
- Молекулярная масса: 179,26 г/моль
- Систематическое название (IUPAC): (1S,2S)-2-(метиламино)-1-фенилпропан-1-ол
- Класс соединений: вторичные алифатические амины, фенилэтаноламины
- Физические свойства: бесцветное или слабожёлтое масло; хорошо растворим в воде, спиртах, эфирах

## Получение
N-метилпсевдоэфедрин может быть синтезирован путем алкилирования псевдоэфедрина (или рацемической смеси эфедрина и псевдоэфедрина) метилиодидом или другими метилирующими агентами в присутствии основания. Возможны также биосинтетические пути с использованием соответствующих ферментов при микробной трансформации эфедриноподобных субстратов.

## Синтез
N-метилпсевдоэфедрин может быть получен из псевдоэфедрина путём N-метилирования. Один из распространённых методов включает реакцию псевдоэфедрина с метилирующим агентом, таким как метилиодид, в присутствии основания. Альтернативно, биосинтетический путь использует фермент N-метилтрансферазу из Ephedra sinica, который катализирует метилирование псевдоэфедрина с использованием S-аденозилметионина в качестве донора метильной группы .PMC

## Стереохимия
Молекула N-метилпсевдоэфедрина содержит два хиральных центра, что приводит к четырём возможным стереоизомерам. Наиболее изученным является (1S,2S)-изомер, обладающий определённой пространственной конфигурацией, важной для его биологической активности.

## Патенты
Существуют патенты, описывающие методы синтеза и применения N-метилпсевдоэфедрина. Например, патент EP3314001A1 описывает методы получения алкалоидов, включая эфедрин и его производные, с использованием N-метилтрансферазы . Другой патент WO2017211129A1 описывает способ получения эфедрина или псевдоэфедрина и их промежуточных соединений, включая использование 2-хлорпропионилхлорида и бензола в качестве исходных материалов .

## Хиральность
Существенной особенностью молекулы является наличие двух хиральных центров (в положении 1 и 2 углеродного скелета), что обуславливает наличие нескольких стереоизомеров. Наиболее часто изучается (1S,2S)-изомер, обладающий специфической пространственной ориентацией заместителей.

## Биологическая активность
Хотя N-метилпсевдоэфедрин структурно близок к другим фенилэтиламинам (таким как эфедрин, метамфетамин), он проявляет заметно меньшую активность в отношении центральной нервной системы. Биологическая активность в основном связана с умеренной симпатомиметической активностью и возможной способностью проникать через гематоэнцефалический барьер в ограниченных количествах.
В литературе описывается использование данного соединения как вспомогательного вещества в органическом синтезе (например, в качестве хирального основания или лиганда при асимметрическом катализе).

## Применение
- Органический синтез: используется как хиральный реагент или вспомогательное соединение при стереоселективных реакциях.
- Фармакология: в чистом виде в медицине не применяется, но представляет интерес как модельное соединение при изучении механизмов действия производных эфедрина.
- Химическое образование: применяется как объект изучения в стереохимии и фармакологической химии.

## Правовой статус
В большинстве стран N-метилпсевдоэфедрин не включён в списки контролируемых веществ, однако его прекурсоры (в частности, псевдоэфедрин) подлежат контролю в связи с возможным использованием для синтеза запрещённых амфетаминоподобных веществ.